# Eva Terčelj
Eva Terčelj, née le 21 janvier 1992 à Ljubljana, est une kayakiste slovène.

## Palmarès

### Championnats du monde de slalom
- 2022 à Augsbourg,  Allemagne
  -  Médaille d'argent en K1 par équipes
- 2019 à La Seu d'Urgell,  Espagne
  -  Médaille d'or en K1
- 2013 à Prague,  Tchéquie
  -  Médaille de bronze en K1 par équipes
- 2010 à Tacen,  Slovénie
  -  Médaille de bronze en K1 par équipes

### Championnats d'Europe de slalom
- 2021 à Ivrée,  Italie
  -  Médaille d'argent en K1
- 2017 à Tacen,  Slovénie
  -  Médaille d'or en K1 par équipes